# Chiesa della Conversione di San Paolo (Altavalle)
La chiesa della Conversione di San Paolo è la parrocchiale di Valda, frazione del comune sparso di Altavalle in Trentino. Rientra nella zona pastorale di Mezzolombardo dell'arcidiocesi di Trento e risale al XIV secolo.

## Storia

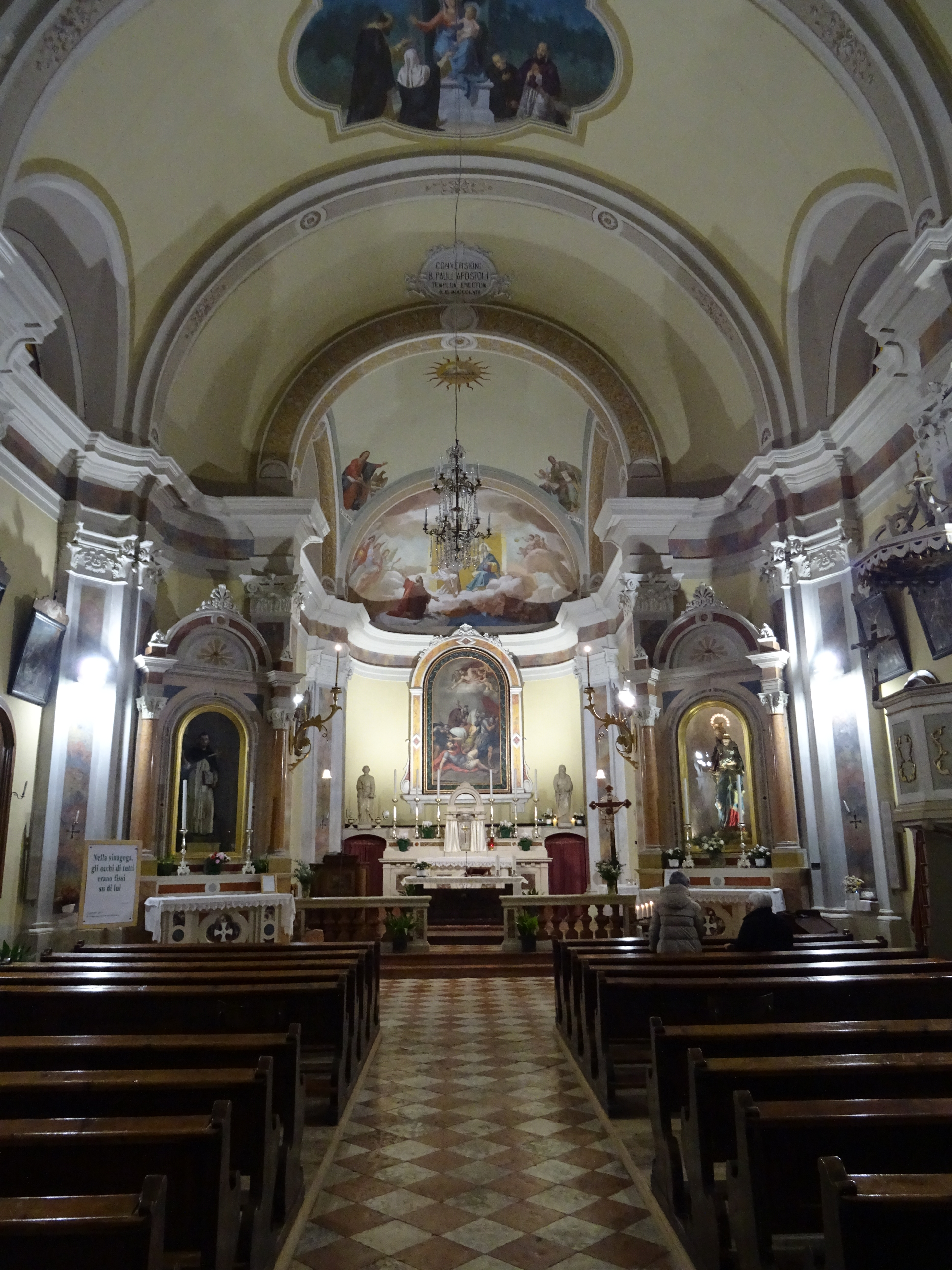
Interno

Nella località di Valda	un primo edificio religioso viene citato già alla fine del XIV secolo ma è solo nel secolo successivo che si parla della sua decorazione con affreschi che in seguito si sono quasi completamente perduti. La costruzione del campanile dovrebbe risalire al XVI secolo, periodo nel quale la piccola chiesa venne dedicata a San Paolo.
Attorno al 1686 l'edificio, che stava per diventare sede di curazia, venne ingrandito.
Nel 1767 viene citato il cimitero, descrivendolo come bisognoso di lavori di sistemazione e solo quasi mezzo secolo dopo venne aperto un accesso al campanile dal sagrato della chiesa. Sino al 1837 nelle vicinanze della chiesa esisteva una Via Crucis, ma tutte le sue stazioni vennero demolite per la costruzione del nuovo edificio che si era progettato, che consisteva in un ampliamento importante del precedente. 
La primitiva cappella sarebbe diventata la sacrestia della nuova e più grande chiesa, adatta a soddisfare i bisogni della comunità, ed il campanile sarebbe rimasto al suo posto, dopo i necessari lavori di restauro.
I lavori ebbero qualche difficoltà a prendere l'avvio, e si iniziò nel 1838 intonacando il campanile. Nel 1845 il cimitero venne devastato da un fortissimo nubifragio ma l'anno successivo iniziò la costruzione del nuovo edificio sacro, che si proseguì per dodici anni, comprendendo anche la ricostruzione del cimitero.
Dopo l'edificazione seguì una fase di sistemazioni di particolari, come quella relativa al sagrato ed altri minori. 
La consacrazione della chiesa ebbe luogo il 26 agosto 1878 ed in quell'occasione sembra probabile che ne venisse decisa anche la sua dedicazione.
Nel XX secolo si procedette alla decorazione dei suoi interni e dopo la fine della prima guerra mondiale la chiesa venne elevata a dignità di chiesa parrocchiale.
Seguirono altri lavori come l'installazione di un impianto per riscaldare l'edificio e il rifacimento delle coperture.
A partire dal 1981, è stato realizzato l'adeguamento liturgico e i lavori sono durati per un decennio. Il nuovo altare postconciliare è stato posto nel presbiterio in posizione avanzata e si tratta dello storico fonte battesimale in granito recuperato durante la campagna di scavi degli anni sessanta. L'altare maggiore storico è stato mantenuto e la custodia eucaristica resta nel tabernacolo originale mentre le balaustre sono state eliminate.

## Descrizione

### Esterni
Il luogo di culto si trova nella parte settentrionale dell'abitato di Valda, in posizione dominante. Mostra orientamento verso nord-est e la facciata a capanna con due spioventi in stile neoclassico con grande frontone superiore è molto semplice, col portale di accesso in cornice architravata sormontato dal piccolo frontone appena accennato e con la grande finestra a lunetta posta superiormente in asse a portare luce alla sala. La torre campanaria affianca sulla destra la struttura, in posizione sporgente. La cella si apre con quattro finestre a bifora e la copertura è una cuspide acuta a base quadrata ricoperta in lamiera. Accanto alla chiesa si trova il cimitero della comunità.

### Interni
La navata interna è unica e la parte del presbierio è leggermente rialzata. Le decorazioni sono state eseguite poco prima dello scoppio della prima guerra mondiale da Agostino Aldi. La Via Crucis è di scuola fiemmese mentre sul retro la pala d'altare maggiore riporta la scritta: Fratelli Bertelli - Milano / S. Maldarelli riprodusse 1903, quindi è attribuita a Salvatore Maldarelli.